# Predator's Gold
Predator's Gold é um romance inglês de fantasia escrito por Philip Reeve, originalmente publicado em 2003, e o primeiro volume da série Mortal Engines Quartet.

## Personagens principais
- Tom Natsworthy
- Hester Shaw
- Stalker Fang